# Silton
Silton es un pequeño pueblo y parroquia civil en el norte de Dorset, Inglaterra, ubicado en Blackmore Vale, a 4 millas (6,4 km) al noroeste de Gillingham. En el censo de 2011 la parroquia tenía 57 hogares y una población de 123 habitantes.
En 1086 Silton fue registrado en el Libro Domesday como Seltone; y tenía 16 hogares, 11.5 labrantíos, 28 acres (11,3 ha) de prado y 4 molinos. Estaba en el hundred de Gillingham y el teniente feudal era William de Falaise. Este asentamiento estaba originalmente cerca de la iglesia, sobre una cresta baja entre el río Stour y un afluente menor al suroeste.
Silton fue por muchos años la residencia de campo de Sir Hugh Wyndham (1602-1684), cuyo homenaje hecho por el escultor Jan van Nost está en la iglesia parroquial de San Nicolás. Wyndham's Oak, un árbol histórico que se le puso el nombre de Sir Wyndham, está cerca.